# دیوارآتش ویندوز
دیوارآتش ویندوز یا ویندوز فایروال (به انگلیسی: Windows Firewall) دیوارآتشی است که در نسخه‌های رومیزی و سرور سیستم‌عامل‌های ویندوز ایکس‌پی و ویندوز سرور ۲۰۰۳ به بعد به‌کار رفته‌است. این دیوارآتش تا قبل از ارائه سرویس پک دو ویندوز ایکس‌پی در سال ۲۰۰۴، به نام دیوارآتش اتصال اینترنتی (Internet Connection Firewall) شناخته می‌شد.

## تاریخچه
هنگامی که ویندوز ایکس‌پی در سال ۲۰۰۱ ارائه شد دارای دیوارآتشی با کارایی محدود به نام
«دیوارآتش اتصال اینترنتی» بود. این دیوارآتش برای جلوگیری از ناسازگاری‌های نرم‌افزاری در ویندوز به صورت پیش‌فرض غیرفعال شده‌بود و از آنجا که قسمت مربوط به تنظیمات آن در بخش تنظیمات شبکه نهفته شده‌بود بسیاری از کاربران متوجه آن نمی‌شدند و در نتیجه به‌ندرت مورد استفاده قرار می‌گرفت. در اواسط سال ۲۰۰۳ کرم بلستر بسیاری از رایانه‌های دارای سیستم‌عامل ویندوز را بخاطر نقص در سرویس ارپی‌سی (Remote procedure call) ویندوز مورد حمله قرار داد. چندین ماه بعد کرم ساسر نیز مانند کرم بلستر عمل کرد. در سال ۲۰۰۴ کرم‌های رایانه‌ای حملات گسترده‌ای به سیستم‌های دارای نقص امنیتی وارد می‌کردند که این امر باعث انتقادات زیادی به مایکروسافت در زمینه محافظت از کاربران در برابر اینگونه حملات شد در نتیجه مایکروسافت تصمیم گرفت دیوارآتش موجود در وینوز ایکس‌پی را بهینه سازد و آن را تحت عنوان دیوارآتش ویندوز معرفی نماید. یکی از امکانات جدید این دیوارآتش گزارش امنیتی بود که نشانی پروتکل اینترنت و دیگر اطلاعات مربوط به اتصالات رایانه‌های خانگی و اداری به اینترنت در آن ثبت می‌شد. به عنوان مثال از این اطلاعات می‌توان برای ردیابی یک رایانه متعلق به یک شبکه در زمانی که به یک وبگاه متصل می‌شوداستفاده کرد. این گزارش امنیتی به‌طور پیش‌فرض، فعال نیست و باید با حساب مدیریتی ویندوز آن را فعال کرد.

## نسخه‌ها

### ویندوز ایکس‌پی

دیوارآتش ویندوزایکس‌پی

دیوارآتش ویندوز نخستین بار به عنوان بخشی از ویندوز ایکس‌پی در سرویس پک دو معرفی شد. در تمام انواع اتصالات شبکه‌ای باسیم، بی‌سیم و وی‌پی‌ان دیوارآتش ویندوز به‌طور پیش‌فرض فعال شده‌است. دیوارآتش ویندوز تنها می‌تواند ازاتصالات خارجی به سیستم جلوگیری کند و قابلیت ممانعت از اتصالات داخلی سیستم به خارج از آن را ندارد.

### ویندوز ویستا

دیوارآتش ویندوز ویستا

دیوارآتش در ویندوز ویستا برخلاف ویندوز ایکس‌پی به صورت دوطرفه عمل می‌کند یعنی هم اتصالات ورودی به سیستم و هم اتصالات خروجی از آن را تحت نظر می‌گیرد. این ویژگی جدید امکان نظارت بر روی نرم‌افزارهایی که اطلاعات داخل سیستم را به خارج از آن منتقل می‌کنند بیشتر می‌سازد.

### ویندوز ۷
دیوارآتش در ویندوز ۷ تقریباً مانند دیوارآتش ویندوز ویستا بوده و برخی امکانات جدید مانند پروفایل‌های فعال چندگانه به آن اضافه شده‌است.